# About Last Night... (South Park)
«About Last Night...» (en España «Sobre lo de anoche...» y en Hispanoamérica «Sobre la Última Noche...») es el duodécimo episodio de la 12.ª temporada de South Park. El episodio se estrenó el 5 de noviembre de 2008, un día después de que Barack Obama fuera declarado el ganador de las elecciones de 2008. El episodio parodia algunas películas como Ocean's Eleven.

## Trama
Siguiendo los discursos que Barack Obama estaba dando en las transmisiones de televisión, los Marsh y los Broflovski, entre otros, especialmente Randy Marsh, estaba festejando pues pensaba que ya había ganado Obama, que después planeaba abuchear a una reunión de partidarios de McCain, donde se encontraba la directora de la escuela, su esposo y su secretario, los Stotch y el Sr. Garrison, entre otros, quienes pedían que los partidarios de Obama se fueran de allí. Mientras tanto, Kyle Broflovski y su hermano Ike, estaban preguntando a Stan dónde se encontraban sus padres, mientras Ike se encontraba llorando pues apoyaba a McCain. Por otro lado, en una habitación, McCain y Obama se encontraron con su grupo de ladrones para planear un robo al museo Smithsonian del diamante Esperanza, que costaba US$ 210'. Mientras tanto, en una fiesta callejera, Kyle y Stan llamaron a la policía para hacer una queja por el ruido. Al momento, los partidarios de Obama que estaban en la fiesta, volcaron la patrulla para así continuar la fiesta, cosa que dio la oportunidad a Cartman para vender televisores robados. Ike, por el hecho de que McCain perdiera, se intentó "suicidar" desde la ventana de un primer piso, mientras su hermano le pedía que no saltara. En ese instante, Obama entró a la oficina ovalada de la Casa Blanca con el pretexto de redecorarla para así entrar al túnel. En ese entonces, Randy insultó a su jefe mientras Kyle le pedía para ir al Hospital. Por otro lado, Sarah Palin Daba instrucciones para abrir correctamente el túnel, con la sorpresa de que el sistema de seguridad se había cambiado, cuando Michelle Obama también daba instrucciones para burlar el sistema laser. Mientras tanto, muchos intentaban entrar a un arca de que el Sr. Stotch había construido, Cuando Stan y Kyle llegaron al hospital, había muchos enfermos, unos que festejaron mucho y otros que querían suicidarse. Mientras Randy cantaba una ridícula canción sobre Obama ("Mandy" de Barry Manilow, Reemplazando "Mandy" con "Obama") un doctor estaba perdido y otro se suicidó. Continuando el plan para robar el diamante, pudieron burlar el sistema y robaron el diamante, que estaba escondido en el ano de Barack Obama. En el hospital, Ike incendió un avión que supuestamente tenía al club de ladrones adentro, entró a la oficina del forense para declarar muertos al grupo, pues era parte de tal plan. En el aeropuerto, el grupo de ladrones se fue para Tahití, menos Barack y Michelle Obama, que optaron por ser presidente y primera dama. De vuelta en South Park, los Stouch y los partidarios de McCain que estaban en la reunión se dieron cuenta de que habían exagerado, y Randy se dio cuenta de que perdió sus pantalones y su televisor (Recuerden la parte de Cartman), y que fue despedido de su trabajo (Recuerden la parte de la fiesta), y se dio cuenta de que también exageró y que nada iba a "Cambiar" rotundamente.

## Producción
De acuerdo a entrevistas con Matt Stone y Trey Parker, esta fue la única versión del episodio producida, La sobrerreacción de los partidarios tanto de Obama como de McCain informaron sobre el contenido del episodio. El episodio fue completado en la mañana del día en que se estrenó en los EE. UU., Su trama fue escogido porque fue neutral respetando a quien ganara la elección, así describiera que Obama hubiera ganado. Las escenas que representan la victoria y la concesión fueron animados con discursos genéricos y de relleno en lugar de las líneas de los discursos y fondos detrás de los candidatos que después se añadirían con Obama y McCain dando sus discursos reales. Los animadores dijeron que utilizaron una sincronización temporal de labios. Stone explicó algunos de los motivos para decidir qué personajes describen el apoyo de los países candidatos, aunque admitió que algunas de estas opciones fueron arbitrarias.